# Gustave Pierre
Pour les articles homonymes, voir Pierre.
Gustave René Pierre, né à Verdun le 7 mars 1875 et mort à Paris le 17 mars 1939, est un artiste peintre et aquafortiste français.

## Biographie
Gustave Pierre est élève dans les ateliers de Gustave Moreau, de Fernand Cormon, de Jean-Jacques Henner et de François Flameng  à l'École des beaux-arts de Paris. Il est sociétaire de la Société des artistes français et participe à son Salon comme exposant hors-concours tous les ans entre 1893 et 1933. Il fut notamment médaillé troisième classe en 1900, neuvième classe en 1902, deuxième classe en 1905.
Membre de la société des peintres-graveurs français où il expose également chaque année.
Il se fixe à Tramery (Marne) en 1906. Bien que né à Verdun, Gustave Pierre doit à Reims l'orientation de sa carrière. Longtemps fixé dans la région rémoise, c'est dans cette ville qu'il trouve les plus fermes et les plus durables appuis.
Nombreuses œuvres acquises par l'État et par la ville de Paris. 
Prix Henner de l'Académie des Beaux Arts en 1902.
Prix James Bertrand de l'Académie des Beaux Arts.
Prix R.D de l'institut de France.
Le musée des beaux-arts de Reims conserve cinq de ses tableaux dont un grand panneau : Poète enseignant les Bergers.
Il est nommé chevalier de la Légion d'honneur en 1933 avec comme parrain Pol Neveux de l'académie Goncourt.

## Collections publiques

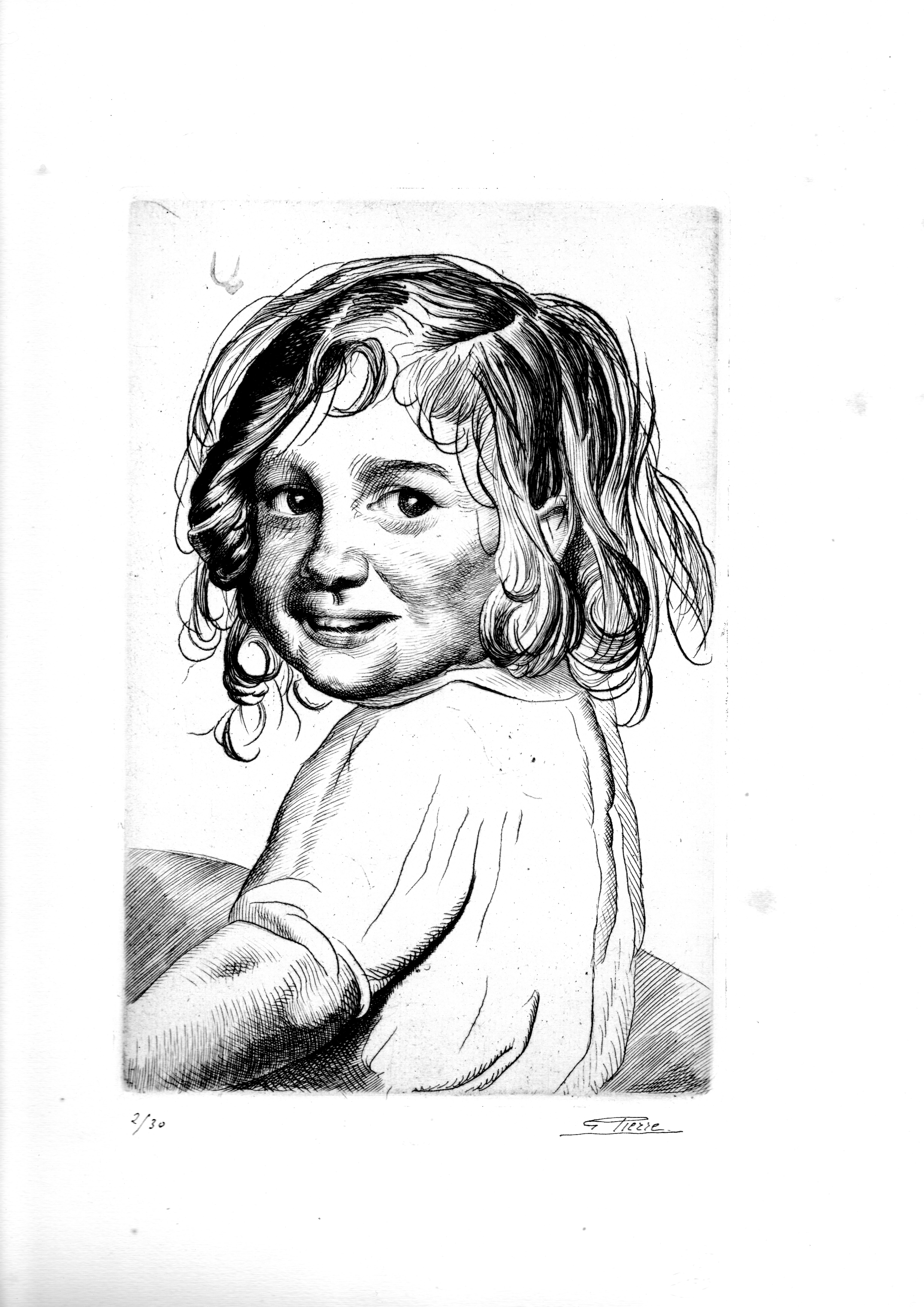
Portrait de son fils Guy, eau-forte.

- Musée des beaux-arts de Reims (peintures, dessins, estampes)
- Musée du national du Luxembourg
- Musée de New York
- Musée de Buenos Aires
- Musée de Chalon sur Marne
- Musée de Bar le Duc